# Левая (приток Кичуга)
Левая — река в Опаринском районе Кировской области, правая составляющая реки Кичуг (бассейн Пушмы).
Длина реки — 20 км. Берёт начало в 3 км к юго-западу от посёлка Латышский. На значительном протяжении течёт на северо-запад, от посёлка Заря в низовьях течёт в основном на юго-запад. В 5 км от Зари сливается с Правой, образуя реку Кичуг.
Бассейн почти полностью покрыт лесами. Основные притоки (правые): Жёлтая, Сойда.
На реке создан пруд для нужд Моломского лесохимического завода в Заре (единственный населённый пункт в бассейне), по плотине пруда проходит автодорога Мураши — Подосиновец. Нижнее течение реки значительно загрязнено стоками лесохимзавода.

## Данные водного реестра
По данным государственного водного реестра России и геоинформационной системы водохозяйственного районирования территории РФ, подготовленной Федеральным агентством водных ресурсов:
- Бассейновый округ — Двинско-Печорский
- Речной бассейн — Северная Двина
- Речной подбассейн — Малая Северная Двина
- Водохозяйственный участок — Юг
- Код водного объекта — 03020100212103000011481